# MGM-18 Lacrosse
Die MGM-18 Lacrosse war eine militärische ballistische Kurzstreckenrakete aus US-amerikanischer Produktion. Der erste Testflug fand 1954 statt, ab 1959 wurde sie an die United States Army ausgeliefert, obwohl sie sich noch in der Entwicklungsphase befand. Da sich die vielen technischen Probleme des Programms als zu gravierend erwiesen, wurde die Rakete bis 1964 aus dem Dienst zurückgezogen.

## Entwicklung
Das Lacrosse-Projekt entstand durch die Nachfrage des United States Marine Corps nach einer gelenkten Kurzstreckenrakete zur Ergänzung der herkömmlichen Feldartillerie. Vorstudien wurden im September 1947 beim Applied Physics Laboratory an der Johns Hopkins University und dem Cornell Aeronautical Laboratory in Auftrag gegeben. 1949 erhielt das Cornell Aeronautical Laboratory die Aufgabe, ein Lenksystem für die Waffe auszuwählen. Anfang der 1950er-Jahre verschob sich die Zuständigkeit für Boden-Boden-Raketen von der United States Navy zur Armee. Unter dem Eindruck des Koreakrieges startete die Armee die Vorentwicklung der Rakete bei Cornell bereits im Juni 1950, einen Monat bevor ihr das Projekt offiziell übertragen wurde.
Nachdem man die Spezifikationen für das Waffensystem 1951 noch einmal deutlich verändert hatte, waren im Januar 1953 die wichtigsten Bauteile umrissen, so dass klare Entwicklungsaufträge vergeben werden konnten. In dieser Zeit legte man sich auch auf einen Feststoffantrieb fest. 1954 vervollständigte Cornell die Entwürfe und stellte die Machbarkeit des Projekts unter Beweis. Im Januar 1954 wurde dem Redstone Arsenal die Überwachung und technische Aufsicht des Projekts übertragen. Während später im selben Jahr am Testgelände des White Sands Missile Range die ersten 15 Raketen abgefeuert wurden, nahm man die Glenn L. Martin Company als zweiten Hersteller unter Vertrag. Cornell verlegte sich später auf die weitere Entwicklung und Kampfwertsteigerung der Rakete. Im Frühjahr 1956 entwarf man mit dem MOD I ein völlig neues Lenksystem für die Rakete, um sie gegen elektronische Gegenmaßnahmen zu schützen. Im Juni wurde ein erster Prototyp der Rakete ausgeliefert.
Bei Probestarts im Jahr 1958, mit denen die Entwicklung beendet werden sollte, stellte sich heraus, dass die Waffe die geforderte Zuverlässigkeit nicht erreichte. Nach einer Reihe von zeitlichen Verschiebungen und Verlagerungen der Projektverantwortung wurde im Juli 1959 das erste Bataillon in reduzierter Stärke mit der Lacrosse ausgestattet, obwohl man sich darüber im Klaren war, dass die Rakete bestenfalls ein akzeptabler Kompromiss war. Als einen Monat später das MOD-I-Projekt wegen finanzieller Schwierigkeiten gestrichen wurde, stieg das U.S. Marine Corps aus dem Lacrosse-Programm aus. Die U.S. Army Rocket & Guided Missile Agency (ARGMA) übernahm die Aufgaben des Redstone Arsenals. Im März 1960 wurden die ersten Bataillone der US-Armee in Europa mit Lacrosse ausgerüstet, einen Monat später ein Bataillon in Korea. Doch schon im November 1960 stand die ARGMA vor der Wahl, 66 Mio. Dollar für eine Neuentwicklung der Steuerung auszugeben oder das Projekt völlig oder zumindest teilweise zu beenden. Im Januar 1961 stoppte die Armee die weitere Beschaffung der Raketen und stellte sie von 1963 bis 1964 außer Dienst. In der Rolle als nuklearfähige Unterstützungswaffe mit kurzer Reichweite wurde sie von Geschützen auf Selbstfahrlafette wie der Panzerhaubitze M109 abgelöst.

## Einsatz
Die erste Einheit, die mit der Lacrosse ausgerüstet wurde, war das 5. Bataillon der 41st Artillery in Fort Sill, Oklahoma. Insgesamt wurden acht Bataillone mit dem Waffensystem ausgestattet, von denen sechs in Europa und jeweils eines in Korea direkt dem Strategic Army Corps unterstanden. Der Nuklearsprengkopf hatte eine Sprengkraft von 1,7 kT oder 10 kT. Alternativ war eine 245 kg schwere Hohlladung vorgesehen.

## Funktionsweise
Hatte ein vorgeschobener Beobachter ein Ziel in Sichtreichweite ausgemacht, feuerte er die Lacrosse per Fernsteuerung von ihrem XM398-Transporter ab. Sobald das tragbare Steuergerät des Beobachters den Leitstrahl der Rakete erfasste, konnte der Beobachter die Rakete manuell auf das vorgesehene Ziel ausrichten. Die Lenkung erfolgte über die beweglichen Heckflossen der Rakete. Da Sichtkontakt benötigt wurde, konnte die Lacrosse kaum bei Dunkelheit oder unter schlechten Wetterbedingungen eingesetzt werden. Ohne die MOD-I-Steuerung war die Rakete für einfache Störmaßnahmen anfällig.

## Versionen
- SSM-N-9 – Bezeichnung des ersten Navy-Projekts.
- SSM-G-12 – Bezeichnung nach der Übernahme durch die Armee, später in SSM-A-12 umgeändert.
- M-4 – Bezeichnung bei der Indienststellung 1959.
- MGM-18 – Neue Bezeichnung im Juni 1963.

## Technische Daten
| Kenngröße             | Daten                               |
| --------------------- | ----------------------------------- |
| Antrieb               | Feststoffrakete                     |
| Lenkung               | per Funk                            |
| Länge                 | 5,85 m                              |
| Durchmesser           | 52 cm                               |
| Gesamtgewicht         | 1040 kg                             |
| Gewicht Munition      | 245 kg (konventionell oder nuklear) |
| Höchstgeschwindigkeit | Mach 0,8                            |
| Reichweite            | 8–30 km                             |
| Zünder                | Aufschlagzünder                     |